# Hollósy-Kuthy László
Vitéz gertenyesi Hollósy-Kuthy László (Buziásfürdő, 1896. augusztus 23. – Székesfehérvár, 1979. július 25.) magyar katonatiszt az első és a második világháború idején.

## Élete
A mödlingi császári és királyi műszaki katonai akadémián végzett 1915-ben. Ezt követően az olasz frontra került, ahol megsebesült és olasz fogságba esett. Hazatérte után a Nemzeti Hadseregben teljesített szolgálatot különböző műszaki beosztásokban. A második világháború idején a Magyar 2. hadseregben teljesített szolgálatot. A kecskeméti 13. könnyű hadosztály parancsnokaként ő vezette Osztogorszk védelmét, majd amikor ez lehetetlenné vált, sikeres kitörést hajtott végre, megmentve ezzel a 2. hadsereg becsületét. 1944-ben a 25. gyaloghadosztály parancsnokaként megvívta a tordai csatát, amelyben a magyar honvédek több mint egy hónapig feltartóztatták a szovjet-román csapatokat, megakadályozva, hogy elfoglalják Észak-Erdélyt. A csata közben altábornaggyá léptették elő. A tordai csata befejeződése után az 1. magyar hadsereg hadtest parancsnokaként védte Kárpátalját a szovjetektől, október 16-a után azonban német nyomásra leváltották tisztségéből, mivel Horthy Miklós hívei közé tartozott. A háború végén amerikai hadifogságba esett, akik csak 1945 októberében engedték haza Magyarországra, ahol vezető állásra alkalmatlanná nyilvánították, majd 1951-ben kitelepítették Csanádapácára. Csak 1953-ban, Nagy Imre és a reformpárti kommunisták hatalomra jutása után hagyhatta el kényszerlakhelyét. Ezt követően Székesfehérvárra költözött, ott is halt meg.